# Fumaria sepium
Fumaria sepium é uma espécie de planta com flor pertencente à família Papaveraceae. 
A autoridade científica da espécie é Boiss. & Reut., tendo sido publicada em Diagnoses Plantarum Orientalium Novarum 1: 16. 1853.

## Portugal
Trata-se de uma espécie presente no território português, nomeadamente em Portugal Continental e no Arquipélago da Madeira.
Em termos de naturalidade é nativa de Portugal Continental de introduzida no Arquipélago da Madeira.

## Protecção
Não se encontra protegida por legislação portuguesa ou da Comunidade Europeia.